# TI Media (casa editrice)
TI Media (in precedenza International Publishing Company, IPC Magazines Ltd, IPC Media e Time Inc. UK) era una casa editrice di periodici e digitale britannica. La maggior parte dei suoi titoli ora appartiene a Future plc.
Prima della acquisizione da parte di Future plc pubblicava, tra gli altri, questi periodici:
- 25 Beautiful Homes
- Amateur Gardening
- Angler's Mail
- Chat
- Country Homes & Interiors
- Country Life
- Cycling Weekly
- Decanter
- The Field
- Golf Monthly
- Goodtoknow
- Homes & Gardens
- Horse & Hound
- Ideal Home
- Livingetc
- Marie Claire U
- Motor Boat & Yachting
- Mountain Bike Rider (MBR)
- Pick Me Up
- Practical Boat Owner
- Rugby World
- Shooting Gazette
- Shooting Times
- ShootingUK
- Sporting Gun
- Style at Home
- Trusted Reviews
- TV & Satellite Week
- TVTimes
- Wallpaper
- What's on TV
- Woman
- Woman & Home
- Woman's Own
- Woman's Weekly
- Yachting Monthly
- Yachting World
- YBW.com